# Bad Brains (альбом)
Bad Brains (также известный как The Yellow Tape или Attitude: The ROIR Sessions) — дебютный студийный альбом американской хардкор-панк/регги-группы Bad Brains, записанный в 1981 году и выпущенный на независимом лейбле ROIR 5 февраля 1982 года. Многие фанаты группы называют его «The Yellow Tape» из-за жёлтого цвета обложки, по аналогии с одноимённым альбомом «Битлз», прозванным в народе «Белым». Хотя ранее Bad Brains записали альбом Black Dots (1979) из 16 песен и мини-альбом The Omega Sessions (1980) из 5 песен, Bad Brains стал первым релизом группы, хронометраж которого был длиннее сингла. Пластинка занимает 10-е место в списке «20 величайших дебютных альбомов» по версии журнала Revolver.

## История создания
После того, как Bad Brains стали «персоной нон-грата» во всех крупных клубах их родного Вашингтона, в 1981 году группа переехала в Нью-Йорк. Помимо регулярных выступлений в CBGB, музыканты часто посещали 171-A Studio Джерри Уильямса в Алфабет-Сити. Названный в честь своего расположения — между 10-й и 11-й улицами на авеню А, 171-А представляла собой 60-футовый зал со сценой на одном конце и приподнятой звуконепроницаемой кабиной на другом. Когда Bad Brains отыграли концерт в 171-A в мае 1981 года, Уильямс записал его на катушечную ленту. Группе понравился звук, и они вернулись в 171-A для полноценной записи, проходившей в период с августа по октябрь 1981 года. 12 из 15 треков альбома являлись плодом этих сессий, в то время как «Jah Calling», «Pay to Cum» и «I Luv I Jah» были записаны во время концерта в клубе Уильямсона, в мае.

## Релиз
Изначально Bad Brains был выпущен 5 февраля 1982 года лейблом Reachout International Records (ROIR) только на аудиокассетах. На обложке изображено здание Капитолия округа Колумбия, поражённое молнией. Разворот обложки включал фотографию группы, список музыкантов, тексты всех песен и аннотации критика New York Rocker и Soho News Айры Каплана, которая позже станет солисткой группы Yo La Tengo. Вместо того, чтобы маркировать стороны кассеты «A/B» или «один/два», группа обозначила их как «Side 1/Side A».
Оригинальное издание кассеты имело белый бумажный вкладыш, а сама кассета была из пластмассы красного или жёлтого цвета. В последующих релизах вкладыш был жёлтого цвета, а корпус кассеты — красными, золотыми или зелёными, что намекало на растафарианскую принадлежность группы. Более поздние версии альбома издавались в однотонных белых, оранжевых, жёлтых и прозрачных корпусах. Поскольку жёлтая кассета была наиболее распространённой и паковалась в жёлтый же вкладыш, фанаты прозвали альбом «The Yellow Tape».

### Bad Brains EP
В 1981 году звукозаписывающий лейбл группы Dead Kennedys, Alternative Tentacles, открыл офис в Соединённом Королевстве для переиздания пластинок американских панк-групп на местном рынке. Сингл-версия «Pay to Cum» появилась на сборнике Let Them Eat Jellybeans!, в свою очередь несколько песен из The Yellow Tape были отобраны для мини-альбома, выпущенного в Великобритании в 1982 году. На обложке пластинки было то же изображение молнии, поражающей Капитолий, что и на кассете ROIR. На задней обложке фигурировала фотография группы с вкладыша, аннотации, тексты песен и примечания Каплан. В пластинке была соблюдена эстетика отдельных сторон (Side 1/Side A), так первая из них содержала музыку регги, а вторая — хардкор-панк, в отличие от аудиокассеты, на которой жанры были перемешаны. Из за скорого закрытия Alternative Tentacles UK, EP Bad Brains стал раритетом, и в течение восьми лет эти песни фигурировали только на виниле.

## Список композиций
| №  | Название             | Длительность |
| -- | -------------------- | ------------ |
| 1. | «Sailin’ On»         | 1:55         |
| 2. | «Don’t Need It»      | 1:07         |
| 3. | «Attitude»           | 1:19         |
| 4. | «The Regulator»      | 1:07         |
| 5. | «Banned in D.C.»     | 2:12         |
| 6. | «Jah Calling»        | 2:31         |
| 7. | «Supertouch/Shitfit» | 2:30         |
| 8. | «Leaving Babylon»    | 4:10         |

| №                   | Название                            | Длительность |
| ------------------- | ----------------------------------- | ------------ |
| 1.                  | «F.V.K. (Fearless Vampire Killers)» | 1:07         |
| 2.                  | «I»                                 | 2:05         |
| 3.                  | «Big Take Over»                     | 2:57         |
| 4.                  | «Pay to Cum»                        | 1:05         |
| 5.                  | «Right Brigade»                     | 2:27         |
| 6.                  | «I Luv I Jah»                       | 6:22         |
| 7.                  | «Intro»                             | 0:45         |
| Общая длительность: | Общая длительность:                 | 34:09        |

| №                   | Название                 | Длительность |
| ------------------- | ------------------------ | ------------ |
| 1.                  | «Untitled (Bonus Track)» | 2:10         |
| Общая длительность: | Общая длительность:      | 36:18        |

## Отзывы влияние
В обзоре для The Village Voice Роберт Кристгау писал: «Превратите фьюжн-группу в хардкорных пророков, и вы получите быстрый хеви-метал. Лучшую его разновидность, черт возьми, тем более, что они превращают свою ярость в позитивное психологическое мышление. Такое мне очень нравится. Но великие панки жертвуют бо́льшим».
Альбом стал решающим звеном в эволюции хардкор-панка и возможного слияния хард-рока и регги, впоследствии перенятого такими группами, как Sublime, Fishbone и 311.
Адам Яух из Beastie Boys считал Bad Brains «лучшим панк-/хардкор-альбомом всех времён».
По сей день многие музыканты хардкор-сцены, считают его одним из величайших хардкор-альбомов всех времен и новаторским релизом в жанре хардкор-панка.

## Переиздания
В 1989 году лейбл In-Effect Records выпустили новую версию альбома на компакт-диске с тем же списком композиций. Она получила название Attitude: The ROIR Sessions.
В 1990 году голландская компания East India Trading, через свое издательство Homestead Records, стала первым лейблом выпустившим альбом в Соединенных Штатах на виниле.
В 1996 году ROIR переиздали оригинальный альбом на компакт-диске со скрытым бонус-треком. Годом позже была выпущена его версия на виниле.
Bad Brains вернули себе права на альбом в 2020 году — переиздав его на виниле, компакт-дисках, а также в цифровом формате при помощи собственного издательства Bad Brains Records (релиз печатался и распространялся компанией ORG Music). Ограниченное издание альбома с обложкой и дизайном, вдохновленным Blue Note Records, разработанным бывшим художником-графиком Alternative Tentacles Джоном Йейтсом, было выпущено одновременно с оригинальной версией лонгплея на полупрозрачном зеленом виниле.

## Перезапись
Многие треки альбома были перезаписаны группой для их следующей пластинки, Rock for Light, за исключением «Don’t Need It», «The Regulator», «Jah Calling», «Leaving Babylon», «Pay to Cum» и «I Luv I Jah». Инструментальный финальный трек оригинального альбома, под названием «Intro», звучит в начале первой песни Rock for Light (в течение 10 секунд).

## Кавер-версии
Группа Ho99o9 неоднократно исполняла «Attitude» на во время концертов. H2O также записали кавер на «Attitude» для своего альбома Don’t Forget Your Roots.
«Leaving Babylon» была перепета Джесси Малином на его альбоме On Your Sleeve; группой 311 на Soundsystem (1999); а также исполнялась вживую Living Color и HIM.
Группа Sublime часто исполняла различные песни Bad Brains во время концертных выступлений. Делюксовое издание их одноимённого альбома включало песню «I Luv I Jah» с изменённым текстом, озаглавленную как «I Love My Dog». В свою очередь, сопроводительный DVD альбома Everything Under the Sun содержал концертную версию композиции «Leaving Babylon».
Джон Фрушанте из Red Hot Chili Peppers записал кавер песни «Big Takeover» для своего дебютного альбома Niandra Lades and Usually Just a T-Shirt. Он также сыграл на акустической гитаре отрывок из песни «Sailin On'» во время интервью 1989 года.
Ска-группа No Doubt записала кавер-версию «Sailin 'On» для компиляции MOM: Music for Our Mother Ocean. Эта же песня была перепета Моби (трибьют-альбом Never Give In: A Tribute to Bad Brains), Soulfly (специальное издание альбома Conquer), а также Stone Sour (мини-альбом Straight Outta Burbank...). Группы HIM (выпущена на пластинке Uneasy Listening Vol. 2) и Living Colour исполняли её на концертах. Кроме того, хардкор-группа Sailing On получила свое название в честь этой песни.
«I Luv I Jah» была исполнена вживую группой Long Beach Dub Allstars, при участии Эйч Ара на вокале; запись была включена в их первый альбом LBDA & Friends (1998).
«Supertouch/Shitfit» была записана группой Hatebreed для их альбома For the Lions. В свою очередь экспериментальная хип-хоп-группа Death Grips использовала сэмплы этой песни для своей композиции «Takyon (Death Yon)» из их микстейпа Exmilitary.
В 2008 году Santigold и Diplo записали кавер-версию песни «Right Brigade», выпущенной в своем микстейпе Top Ranking: A Diplo Dub.
«I» была перепета Марком Козелеком для его альбома Like Rats (2013), в виде урезанной акустической версии с выборочным текстом.
Группа 88 Fingers Louie записала кавер-версию песни «Fearless Vampire Killers» для их альбома Back on the Streets (1998)
Группа Deftones регулярно исполняла песню «Right Brigade» во время концертов.
Группа Cave In записала кавер-версию «I Luv I Jah» для трибьют-альбома Never Give In: A Tribute to Bad Brains. Она также была включена в их сборник Anomalies, Vol. 1.
Ignite записали кавер-версию «Banned in DC» для 7-дюймового сингла (он также содержал кавер-версию этой песни группы Good Riddance, 1996 года). Эта запись также появилась на переиздание их мини-альбома Past Our Means (1996), в качестве бонус-трека.

## В популярной культуре
В 2008 году песня «Right Brigade» была включена в саундтрек видеоигры Grand Theft Auto IV, она звучит на вымышленной радиостанции Liberty City Hardcore (LCHC).

## Участники записи
Bad Brains
- Эйч Ар[англ.] — ведущий вокал
- Доктор Ноу[англ.] — гитара, бэк-вокал
- Дэррил Дженифер[англ.] — бас, бэк-вокал
- Эрл Хадсон[англ.] — ударные, бэк-вокал

Технический персонал
- Джей Дабли — продюсер, запись, микширование
- Bad Brains — сведение
- Уэйн Влкан — звукорежиссёр
- Стэнли Московиц — мастеринг
- Донна Парсонс (из Ratcage) — дизайн обложки
- Айры Каплан[англ.] — аннотации к буклету[англ.]
- Доннелл Гибсон; Джей Джонс — дизайн логотипа
- Лора Левин — фотографии
- Нил Купер[англ.] — концепция обложки